# Deutsche Schwimmmeisterschaften 2016
Die 128. Deutschen Meisterschaften im Schwimmen fanden vom 5. bis 8. Mai 2016 zum 13. Mal in Folge in der Schwimm- und Sprunghalle im Europasportpark Berlin statt und wurden vom Deutschen Schwimm-Verband organisiert. Es wurden in 42 Wettkämpfen Titel vergeben, wobei Annika Bruhn mit drei Titeln (2 im Einzel und 1 in der Staffel) die erfolgreichste Athletin dieser Meisterschaft war.

## Olympiaqualifikation
Der Wettkampf diente gleichzeitig als ersten Schritt für die Qualifikation für die Olympischen Sommerspiele 2016 in Rio de Janeiro. Die Sportler mussten in den Vorläufen und Finale vom Deutschen Schwimm-Verband vorgegebene Normzeiten unterbieten, um sich einen Platz auf der sogenannten „Longlist“ zu sichern. Sportler, die diese erste Qualifikationsnorm unterboten, mussten bei späteren Wettkämpfen („Mare-Nostrum Tour“ oder „German Open“) abgeschwächte Normzeiten erneut nachweisen. Bis zu zwei Sportler pro Geschlecht und pro Strecke konnten sich dann so für die deutsche Olympiamannschaft qualifizieren.

## Teilnehmer
Teilnahmeberechtigt waren je Strecke die 100 schnellsten Schwimmer und Staffeln Deutschlands (offene Klasse) der laufenden Saison (1. September 2015 bis einschließlich 17. April 2016). Zusätzlich gab es eine gesonderte Wertung für die EYOF-Jahrgänge (weiblich: Jahrgänge 2001/2002 und männlich: Jahrgänge 2000/2001), an denen die 20 schnellsten jugendlichen Sportler je Geschlecht teilnehmen durften.
780 Schwimmer aus 196 Vereinen waren für 2204 Einzelstarts und 203 Staffeln angemeldet. Mit 30 Aktiven und 83 Einzel- und 8 Staffelstarts war die SG Stadtwerke München die zahlenmäßig größte Mannschaft. Neben den Mitgliedern der deutschen Vereine waren auch Sportler mit deutscher Staatsangehörigkeit startberechtigt, so dass 5 Sportler für jeweils einen ausländischen Verein starteten (University of Bath (Vereinigtes Königreich), Hullam 91 UVE (Ungarn), NIMO Landgraaf (Niederlande), Ohio State University (USA) und ein weiterer ungenannter Verein aus den USA).

## Rekorde
Sportliche Höhepunkte der Meisterschaften waren die deutschen Rekorde von Alexandra Wenk über 100 Meter Schmetterling (im Vorlauf und Finale) sowie 200 Meter Lagen (im Vorlauf und Finale) und Damian Wierling über 50 Meter Freistil.
Über 50 m Schmetterling blieben Dorothea Brandt (Platz 1), Alina Schmidtke (Platz 2) und Alexandra Wenk (Platz 3) unter dem alten deutschen Rekord.
Des Weiteren stellten die Frauen von der SSG Saar Max Ritter über die 4 × 200 Meter Freistil einen deutschen Rekord für Vereinsstaffeln auf.
Der erst 16-jährige Johannes Hintze konnte die geforderten Olympianormen für die 400 Meter Lagen unterbieten. Damit stellte er seinen 47. deutschen Altersklassenrekord auf.
Die 4 × 200-m-Freistilstaffel der Frauen vom Berliner TSC schwamm ca. 2 Sekunden schneller als der bestehende Weltrekord in der Masterklasse C (Altersklasse 120 – 159). Da es jedoch kein Masters-Wettkampf war, wird dieser Rekord nicht offiziell anerkannt.
Florian Wellbrock schwamm als dritter deutscher Schwimmer überhaupt über 1500 Meter Freistil unter 15 Minuten. Nur knapp 5 Sekunden trennten ihn vom deutschen Rekord aus dem Jahr 1991 von Jörg Hoffmann.
Martina van Berkel schwamm über 400 m Lagen einen neuen Schweizer Rekord. Einen neuen nationalen Rekord schwamm Felix Auböck für Österreich.
12-mal wurden deutsche Altersklassenrekorde der Jugend verbessert: Johannes Hintze über 200 Meter Freistil und 400 m Lagen (im Vorlauf und Finale), Laura Riedemann über 100 Meter Rücken, Florian Wellbrock über 800 und 1500 Meter Freistil, Luca Nik Armbruster 50 Meter Schmetterling (im Vorlauf und Finale), Laura Riedemann 50 Meter Rücken, Henning Mühlleitner über 400 Meter Freistil, Julia Mrozinski über 400 Meter Lagen und Ramon Klenz über 400 Meter Lagen.

## Deutsche Meister
| Disziplin                | Männer                                                                                | Männer                                                                                | Männer                                                                                | Frauen                                                                                | Frauen                                                                                | Frauen   |
| Disziplin                | Name                                                                                  | Verein                                                                                | Zeit                                                                                  | Name                                                                                  | Verein                                                                                | Zeit     |
| 050 m Freistil           | Damian Wierling                                                                       | SG Essen                                                                              | 00:21,84                                                                              | Dorothea Brandt                                                                       | SG Essen                                                                              | 00:24,66 |
| 100 m Freistil           | Damian Wierling                                                                       | SG Essen                                                                              | 00:48,54                                                                              | Annika Bruhn                                                                          | SSG Saar Max Ritter                                                                   | 00:54,85 |
| 200 m Freistil           | Paul Biedermann                                                                       | SV Halle/Saale                                                                        | 01:45,45                                                                              | Annika Bruhn                                                                          | SSG Saar Max Ritter                                                                   | 01:58,56 |
| 400 m Freistil           | Florian Vogel                                                                         | SG Stadtwerke München                                                                 | 03:44,89                                                                              | Sarah Köhler                                                                          | SG Frankfurt                                                                          | 04:06,65 |
| 800 m Freistil           | Ruwen Straub                                                                          | SV Würzburg 05                                                                        | 07:54,96                                                                              | Sarah Köhler                                                                          | SG Frankfurt                                                                          | 08:22,80 |
| 1500 m Freistil0         | Florian Wellbrock                                                                     | SC Magdeburg                                                                          | 14:55,49                                                                              | Isabelle Härle                                                                        | SG Essen                                                                              | 16:14,77 |
| 050 m Brust              | Fabian Schwingenschlögl                                                               | 1. FCN Schwimmen                                                                      | 00:27,37                                                                              | Laura Simon                                                                           | EWR Rheinhessen-Mainz                                                                 | 00:31,73 |
| 100 m Brust              | Marco Koch                                                                            | DSW 1912 Darmstadt                                                                    | 01:00,22                                                                              | Vanessa Grimberg                                                                      | SV Region Stuttgart                                                                   | 01:07,91 |
| 200 m Brust              | Marco Koch                                                                            | DSW 1912 Darmstadt                                                                    | 02:07,88                                                                              | Jessica Steiger                                                                       | VfL Gladbeck                                                                          | 02:27,97 |
| 050 m Rücken             | Marco di Carli                                                                        | SG Frankfurt                                                                          | 00:25,43                                                                              | Johanna Roas                                                                          | SG Stadtwerke München                                                                 | 00:28,45 |
| 100 m Rücken             | Jan-Philip Glania                                                                     | SG Frankfurt                                                                          | 00:53,61                                                                              | Nadine Laemmler                                                                       | SV Nikar Heidelberg                                                                   | 01:00,69 |
| 200 m Rücken             | Jan-Philip Glania                                                                     | SG Frankfurt                                                                          | 01:56,01                                                                              | Lisa Graf                                                                             | SG Neukölln Berlin                                                                    | 02:08,98 |
| 050 m Schmetterling      | Björn Hornikel                                                                        | VfL Sindelfingen                                                                      | 00:23,63                                                                              | Dorothea Brandt                                                                       | SG Essen                                                                              | 00:26,02 |
| 100 m Schmetterling      | Steffen Deibler                                                                       | Hamburger SC                                                                          | 00:52,16                                                                              | Alexandra Wenk                                                                        | SG Stadtwerke München                                                                 | 00:57,70 |
| 200 m Schmetterling      | Alexander Kunert                                                                      | SV Gelnhausen                                                                         | 01:57,11                                                                              | Franziska Hentke                                                                      | SC Magdeburg                                                                          | 02:05,77 |
| 200 m Lagen              | Philip Heintz                                                                         | SV Nikar Heidelberg                                                                   | 01:58,31                                                                              | Alexandra Wenk                                                                        | SG Stadtwerke München                                                                 | 02:11,33 |
| 400 m Lagen              | Jacob Heidtmann                                                                       | ST Stadtwerke Elmshorn                                                                | 04:13,25                                                                              | Franziska Hentke                                                                      | SC Magdeburg                                                                          | 04:38,56 |
| 4 × 100 m Freistil       | SC Wiesbaden 1911 Keller, Ferrero, Wieck, Ax                                          | SC Wiesbaden 1911 Keller, Ferrero, Wieck, Ax                                          | 03:23,52                                                                              | Wasserfreunde Spandau 04 Dietterle, Ossenberg, Cox, Friese                            | Wasserfreunde Spandau 04 Dietterle, Ossenberg, Cox, Friese                            | 03:49,20 |
| 4 × 200 m Freistil       | SG Stadtwerke München Vogel, Nowosad, Zeidler, Steinmassl                             | SG Stadtwerke München Vogel, Nowosad, Zeidler, Steinmassl                             | 07:21,40                                                                              | SSG Saar Max Ritter Hüther, Bruhn, Käthner, Massone                                   | SSG Saar Max Ritter Hüther, Bruhn, Käthner, Massone                                   | 08:05,26 |
| 4 × 100 m Lagen          | Wassersportfreunde von 1898 Hannover Barthel, Lüdtke, Gierke, Reck                    | Wassersportfreunde von 1898 Hannover Barthel, Lüdtke, Gierke, Reck                    | 03:42,98                                                                              | SG Stadtwerke München Schlegel, Ismyrli, Ehrenbauer, Banse                            | SG Stadtwerke München Schlegel, Ismyrli, Ehrenbauer, Banse                            | 04:20,41 |
| 4 × 100 m Freistil Mixed | Startgemeinschaft Dortmund Max Mral, Kerstin Lange, Alina Weber, Matthias Lindenbauer | Startgemeinschaft Dortmund Max Mral, Kerstin Lange, Alina Weber, Matthias Lindenbauer | Startgemeinschaft Dortmund Max Mral, Kerstin Lange, Alina Weber, Matthias Lindenbauer | Startgemeinschaft Dortmund Max Mral, Kerstin Lange, Alina Weber, Matthias Lindenbauer | Startgemeinschaft Dortmund Max Mral, Kerstin Lange, Alina Weber, Matthias Lindenbauer | 03:33,33 |
| 4 × 100 m Lagen Mixed    | SG Mittelfranken Konstantin Walter, Peter Varjasi, Daniela Karst, Katrin Gottwald     | SG Mittelfranken Konstantin Walter, Peter Varjasi, Daniela Karst, Katrin Gottwald     | SG Mittelfranken Konstantin Walter, Peter Varjasi, Daniela Karst, Katrin Gottwald     | SG Mittelfranken Konstantin Walter, Peter Varjasi, Daniela Karst, Katrin Gottwald     | SG Mittelfranken Konstantin Walter, Peter Varjasi, Daniela Karst, Katrin Gottwald     | 03:59,10 |